# 近藤十郎
近藤十郎（日语： Kondo Juro，1877年4月5日—1946年3月13日），日本建築師，對臺灣近代建築有著相當影響與貢獻。其作品包括臺北西門市場、彩票局廳舍（後改為臺灣總督府圖書館）、臺大醫院等等。
他在臺灣曾擔任過「總督府土木局營繕課技師、課長」、「阿里山作業所業務課技師」、「臺北廳衛生及土木調查委員會顧問」、「臺灣勸業共進會事務委員」、「市區計畫委員會委員」等職位，且為成淵學校（今成淵高中）的校長。

## 生平

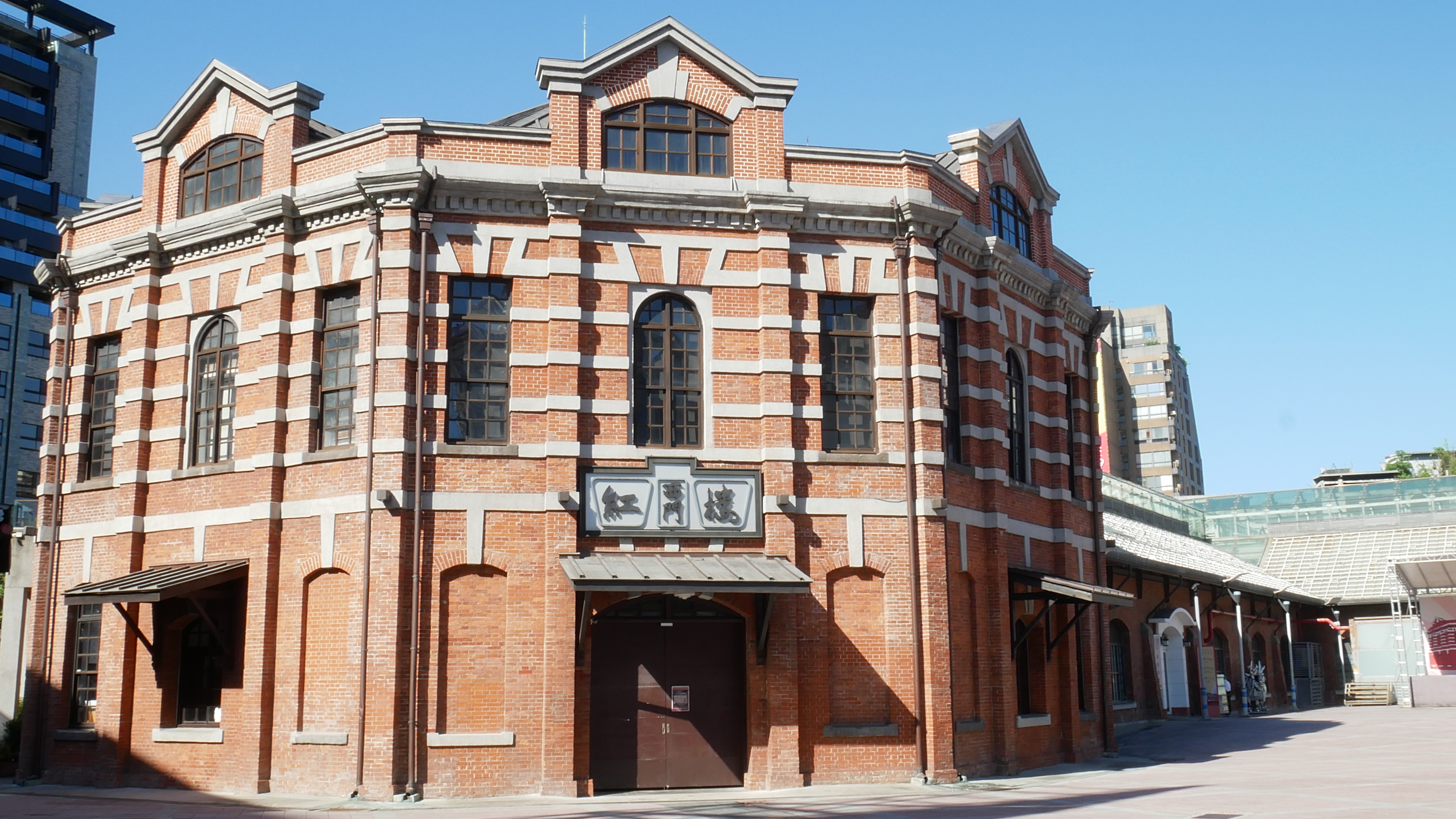
新起街市場

近藤十郎原姓「山縣」，明治十年（1877年）4月5日出生於日本東京。不過他在履歷上所寫的籍貫則是山口縣吉敷郡山口町（今山口市）。
他在明治十六年（1883年）4月進入東京市四谷區四谷廣瀨小學校就讀，之後於明治廿三年（1890年）5月就讀東京府補充中學校，但同年9月便退學。之後他在明治廿六年（1893年）4月到明治廿九年（1896年）4月期間，進入慶應義塾就讀。在這之後為了進入東京帝大，他在明治廿九年（1896年）9月進入東京正則尋常中學校（現為正則高等學校），兩年後（1898年）的3月畢業。
正則尋常中學校畢業同年（1898年）7月，他進入第一高等學校第二部就讀，後於明治卅四年（1901年）6月畢業。該年（1901年）9月進入「東京帝國大學工科大學建築科」就讀，明治卅七年（1904年）7月10日畢業。而在他進入東京帝大的時候，因為其生父同父異母的哥哥近藤清石沒有子嗣，而將「山縣十郎」收為養子以繼承家業，因而改姓為「近藤十郎」，但仍住在原生家庭中。
東京帝大畢業兩年後（1906年），他在4月11日被任命為臺灣總督府技師，敘高等官七等。而後他在同年10月1日抵臺，10月3日向總督府遞交報到書，之後於總督府營繕課任職。明治四十年（1907年），他在臺南建造第四任臺灣總督兒玉源太郎壽像基座（俗稱石像，位於今湯德章紀念公園）:46。次年（1908年）4月28日，臺北成淵學校舉行開校典禮，近藤十郎出任該校校長。同年8月長子出生，以建造壽像工程的紀念為由，將長子命名為「石象」:46。
大正六年（1917年）1月14日，近藤十郎在臺北組合基督教會受洗，成為基督徒。大正七年（1918年）3月，他奉命前往美國（據報導是從橫濱出發）進行醫院建築設計的考察。
大正十一年（1922年）辭去總督府土木局營繕課長一職，決定遷回東京。大正十三年（1924年）10月14日，臺北市尹武藤針五郎等人為他發起送別會，地點在臺北鐵道飯店。同年10月16日返回日本。
昭和廿一年（1946年）3月13日因「急性肺炎」逝世，享年68歲，葬於日本關東地區的佛教墓園中。

## 台灣的作品
| 作品                 | 年代   | 備註                                                                                   |
| -------------------- | ------ | -------------------------------------------------------------------------------------- |
| 新起街市場           | 1907年 | 戰後改為紅樓戲院，現為台北市市定古蹟。                                                 |
| 臺灣總督府彩票局廳舍 | 1907年 | 曾先後改為民政部殖產局附屬博物館和總督府圖書館，毀於第二次世界大戰。原址現為博愛大樓。 |
| 艋舺公學校校舍       | 1907年 | 該校第一代校舍，已拆除。                                                               |
| 臺灣日日新報本社     | 1908年 | 1月26日舉行落成儀式。該建物是近藤十郎在公務之餘進行設計，已拆除。                      |
| 臺北第一中學校校舍   | 1910年 | 今建國中學紅樓，現為台北市市定古蹟。                                                   |
| 基隆郵便局           | 1912年 | 於1970年拆除。                                                                         |
| 臺灣總督府醫學校     | 1912年 | 今國立臺灣大學醫學人文博物館，現為台北市市定古蹟。                                     |
| 臺灣總督府臺北病院   | 1916年 | 今臺大醫院舊館，主建物現為台北市市定古蹟，部分附屬設施因改建而拆除。                   |
| 建成小學校校舍       | 1921年 | 今台北當代藝術館，現為台北市市定古蹟。                                                 |

## 家庭
近藤十郎在原本家庭中排行第二，上面有一個哥哥，下面一個妹妹。他的哥哥山縣明七，是因為出生於明治七年而得名，而他本人的名字「十郎」也是因為出生於明治十年而取。其妹妹名為「八重子」，12歲時去世。
近藤十郎的長子為近藤石象（1908年8月31日─1975年12月29日），曾擔任臺南測候所第7任所長兼阿里山高山觀測所所長:45、46。1934年與住吉秀松長女住吉喜代子結婚，於7月29日在臺南神社舉行結婚儀式，當晚於臺南公會堂舉行婚宴:46。